# Sayyid Alí Muhàmmad
El Báb (àrab: الباب, al-Bāb; persa: باب), nascut Alí Muhàmmad (persa: علي محمد) (Siraz, 20 d'octubre de 1819 - Tabriz, 9 de juliol de 1850) va ser el fundador messiànic de la fe babí i una de les figures centrals de la fe bahá'í. Va ser un comerciant de Siraz a l'imperi Qajar que des del 1844, amb 25 anys, va afirmar ser un missatger de Déu. Va prendre el títol de Báb (/bɑːb/; àrab: باب, Bāb, ‘Porta’), una referència a l'adjunt del suposat dotzè i darrer imam xiïta imamita, l'imam ocult. Alhora, va instigar una revolució religiosa que proposava l'abrogació de les lleis i tradicions islàmiques, i l'establiment d'una nova religió. Malgrat la seva popularitat entre les classes baixes, es va enfrontar a l'oposició del clergat ortodox i del govern, que finalment el van executar a ell i a milers dels seus seguidors, coneguts com a bábís.
El Báb va compondre nombroses cartes i llibres en els quals va introduir les idees d'un nou ordre social i la promesa que aviat arribaria un nou missatger diví. Va encoratjar l'aprenentatge de les arts i les ciències, va donar prescripcions per regular el matrimoni, el divorci i l'herència i va establir regles mai implementades per a una futura societat bábí. Encara hi va haver diversos enfrontaments entre el govern i els bábís defensant-se, el Báb va ensenyar als seus seguidors a ser pacífics i no convertir amb la violència.
Quan el Báb va ser executat per apostasia, va ser lligat en una plaça pública de Tabriz i es va enfrontar a un esquadró d'afusellament amb 750 rifles. Quan el fum va desaparèixer, amb unes deu mil persones mirant-ho, el Báb havia desaparegut, només per tornar i rebre trets per segona vegada. Aquest fenomen àmpliament documentat va despertar encara més interès pel seu missatge. Les seves restes van ser emmagatzemades i transportades en secret fins que van ser enterrades el 1909 al santuari construït per aquesta finalitat per ʻAbdu'l-Bahá als vessants del mont Carmel.
Per als bahá'ís, el Báb ocupa un paper semblant a Elies en el judaisme o Joan Baptista en el cristianisme: un precursor o fundador de la seva pròpia religió. L'adhesió al Báb com a missatger diví ha sobreviscut fins als temps moderns i ha aconseguint entre 5 i 8 milions de membres Bahá'í Faith, el fundador de la qual, Baháʼu'lláh, va afirmar el 1863 que era el compliment de la profecia del Báb. La majoria dels seguidors babí es van convertir i van esdevenir bahá'ís a finals del segle xix.

## Biografia

### Primers anys de vida

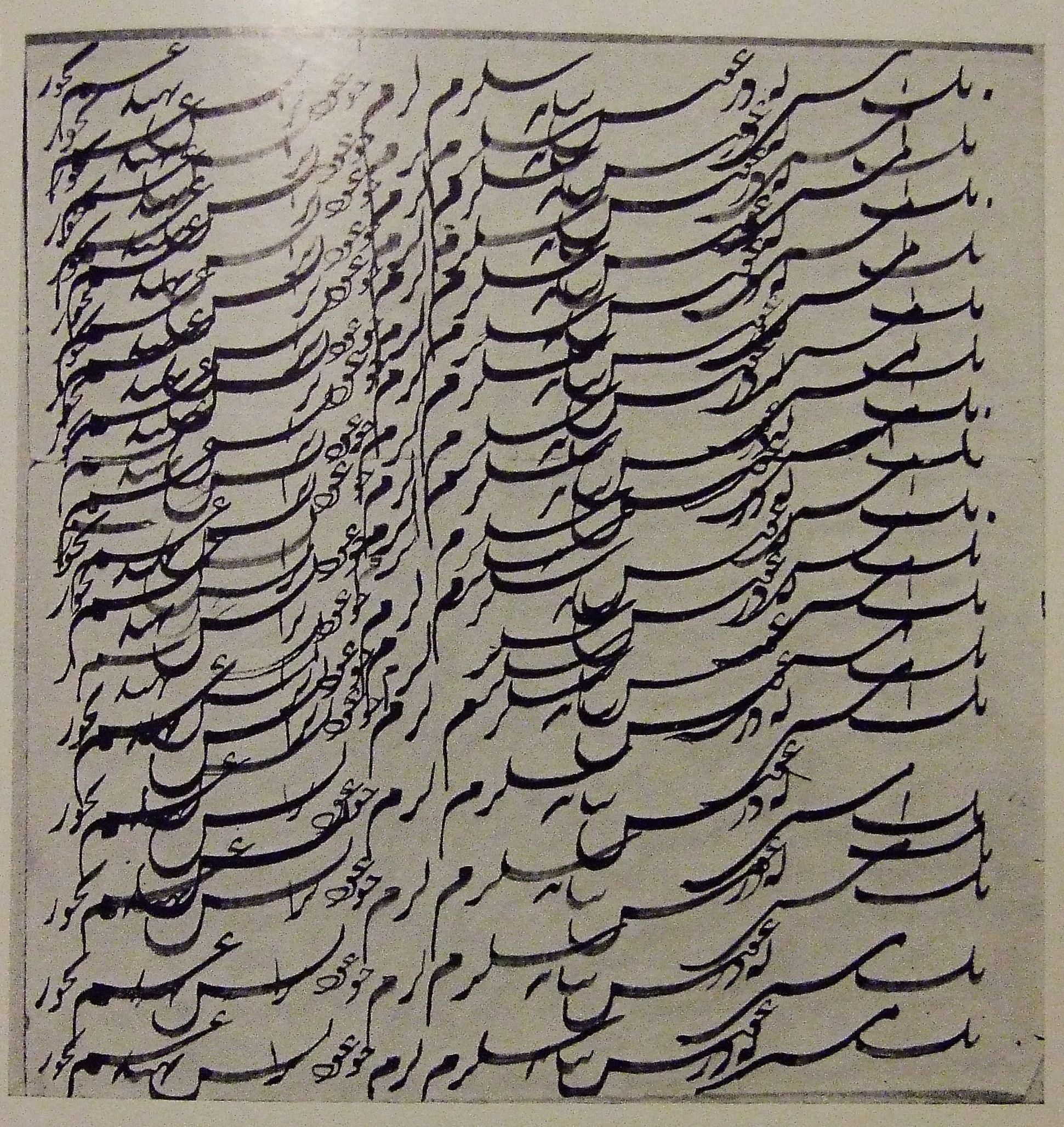
Exercici cal·ligràfic del Báb escrit abans de complir els deu anys.

Va néixer el 20 d'octubre de 1819 (1 de muhàrram de 1235 de l'Hègira), a Siraz d'un comerciant de classe mitjana de la ciutat i va rebre el nom d'Alí Muhàmmad. Era descendent de Mahoma, i per això duia el títol de sàyyid, amb els dos pares que en descendien a través d'al-Hussayn ibn Alí. El seu pare era Muhammad Riḍá, i la seva mare era Fátimih (1800–1881), filla d'un important comerciant de Siraz. Més tard es va convertir en bahá'í. El seu pare va morir quan ell era molt jove, i el seu oncle matern Hájí Mírzá Siyyid ʿAlí, un comerciant, el va criar.
A Siraz, el seu oncle el va fer anar a una escola primària maktab, on va romandre durant sis o set anys. En contrast amb la teologia formal i ortodoxa que dominava el currículum escolar de l'època, que incloïa l'estudi de la jurisprudència i la gramàtica àrab, el Bab des de ben jove es va sentir inclinat cap a assignatures poc convencionals com les matemàtiques i la cal·ligrafia, poc estudiades. La preocupació del Bab tant per l'espiritualitat, com per la creativitat i la imaginació també molestava els seus professors i no va ser tolerada en l'atmosfera del sistema escolar persa del segle xix. Això va portar al Bab a desil·lusionar-se amb el sistema educatiu, i després va instruir als adults que tractessin els nens amb dignitat, que permetessin que els nens tinguessin joguines i juguessin i que mai mostressin ràbia o duresa amb els seus alumnes.
En algun moment entre els 15 i els 20 anys va començar a treballar amb el seu oncle en el negoci familiar, un comerç, i es va convertir en comerciant a la ciutat de Buixehr, Iran, prop del golf Pèrsic. Com a comerciant, era conegut per la seva honestedat i confiança en el seu negoci, que se centrava en el comerç amb l'Índia, Oman i Bahrain. Alguns dels seus escrits anteriors suggereixen que no li agradava el negoci i, en canvi, es va aplicar a l'estudi de la literatura religiosa.

### Matrimoni
El 1842, a 23 anys i seguint els desitjos de la seva mare, es va casar amb Khadíjih-Sultán Bagum (1822–1882), de 20 anys, filla d'un destacat comerciant de Shíráz. El matrimoni va resultar feliç, tot i que el seu únic fill, un nen anomenat Ahmad, va morir l'any que va néixer (1843) i Khadijih no va tornar a concebre mai més. La jove parella va ocupar una casa modesta a Siraz juntament amb la mare del Báb. Més tard, Khadijih es va convertir en bahá'í.

### Moviment Shaykhi
A la dècada de 1790 a l'Iraq, Shaykh Ahmad (1753–1826) va iniciar una escola de pensament religiós dins de l'Islam xiïta. Els seguidors del xaykhisme, que així es van passar a anomenar, esperaven el retorn imminent d'una guia divina a través de l'aparició del Mahdí, l'imam ocult o un adjunt de l'imam ocult. Va adoptar un enfocament menys literalista dels ensenyaments islàmics, per exemple ensenyant que el cos material de Mahoma no va ascendir durant el Mi'raj, i que l'esperada Resurrecció dels Morts era de naturalesa espiritual. Shaykh Ahmad va entrar en conflicte amb els teòlegs xiïtes ortodoxos de l'època i va ser denunciat com a infidel el 1824.
Després de la mort de Shaykh Ahmad, el lideratge va passar a Kazim Rashti (1793–1843) i es va posar èmfasi en l'any 1260 dC (1844 dC), mil anys lunars després que el dotzè imam entrés en ocultació. El 1841 el Báb va anar de pelegrinatge a l'Iraq, i es va quedar durant set mesos a Karbala i als voltants, on va assistir a les conferències de Kazim Rashti. A partir de la seva mort el desembre de 1843, Kazim Rashti va aconsellar als seus seguidors que abandonessin les seves cases per buscar el Mahdi, que, segons les seves profecies, aviat apareixeria. Un d'aquests seguidors, Mullá Husayn, després de vetllar durant 40 dies en una mesquita, va viatjar a Siraz, on va conèixer el Báb.

### Personalitat
Les fonts solen descriure el Báb com a gentil, precoç o dotat d'una gran intel·ligència. Un dels seus seguidors contemporanis el va descriure com,
| « | ... molt taciturn, mai no pronunciaria una paraula a menys que fos absolutament necessària. Ni tan sols va respondre a les nostres preguntes. Va ser absorbit constantment en els seus propis pensaments i es preocupava de la repetició de les seves oracions i versos. Era un home guapo amb una barba fina, vestit amb roba neta, que portava un xal verd i un turbant negre. | » |

Un metge irlandès el va descriure com "un home molt suau i d'aspecte delicat, més aviat petit d'alçada i molt just per a ser un persa, amb una veu suau i melodiosa, que em va impactar molt". Shoghi Effendi assenyala "la persona amable, juvenil i irresistible del Báb" i el lloa per ser "incomparable en la seva mansuetud, imperturbable en la seva serenitat, magnètic en la seva expressió" Aquesta personalitat "va captivar molts dels que el van conèixer".

## Líder religiós
La missió del Báb com a líder religiós va començar amb un somni en què va beure set gotes de sang que degotaven de la gola lacerada de l'imam Husayn, un màrtir important i símbol del sacrifici a l'islam xiïta. Encara que abans volia compartir l'Alcorà, va ser després d'aquest somni que va poder escriure els seus propis versos i oracions, reclamant la inspiració divina. L'abril de 1844, la seva dona Khadijih es va convertir i va esdevenir la primera a creure en la seva revelació.

### Declaració a Mullá Husayn
La primera experiència d'inspiració religiosa de Báb, afirmada i presenciada per la seva dona, és del vespre del 3 d'abril de 1844. La primera connexió pública de Báb amb el seu sentit missioner va arribar amb Mullá Husayn a Siraz. La nit del 22 de maig Mullá Husayn va ser convidat pel Báb a casa seva on Mullá Husayn li va explicar la seva recerca del possible successor de Kazim Rashti, el Promès. El Báb va afirmar-ho i va dir que era el portador del coneixement diví. Mullá Husayn va ser el primer a acceptar les afirmacions del Báb de ser una figura inspirada i un probable successor de Kazim Rashti. El Báb havia respost satisfactòriament a totes les preguntes de Mullá Husayn i havia escrit en la seva presència, amb extrema rapidesa, un llarg tafsir, comentari, sobre la sura "Yusuf", coneguda com el Qayyúmu'l-Asmáʼ i considerat la primera obra revelada del Báb. S'ha adoptat com a Dia Sant Bahá'í.

### Cartes dels Vius
Mullá Husayn es va convertir en el primer deixeble del Báb. En cinc mesos, disset deixebles més de Kazim Rashti van reconèixer el Báb com una Manifestació de Déu. Entre ells hi havia una dona, Fátimih Zarrín Táj Barag͟háni, una poeta, que més tard va rebre el nom de Táhirih, la Pura. Aquests 18 deixebles van ser coneguts més tard com les Cartes dels Vius i se'ls va donar la tasca de difondre la nova fe a l'Iran i l'Iraq. El Báb va posar èmfasi en l'estat espiritual d'aquests 18 individus, que, juntament amb ell mateix, van fer la primera "Unitat" de la seva religió segons el terme àrab wāḥid, unitat, que té un valor numèric de 19. El llibre de Báb, el Bayán persa, dona la identitat metafòrica de les Cartes dels Vius com els catorze infal·libles de l'islam xiïta de dotze anys: Mahoma, els dotze imams i Fàtima, i els quatre arcàngels, en paral·lel als primers seguidors de Crist..

### Viatges i presó
Després que les divuit Cartes dels Vius el reconeguessin, Báb i Quddús van marxar en pelegrinatge a la Meca i Medina, les ciutats sagrades de l'Islam. A la Kaaba de la Meca, el Báb va afirmar públicament que era el Qa'im, i va escriure al xerif haiximita de la Meca, el Custodi de la Kaaba, proclamant la seva missió. Després del seu pelegrinatge, el Báb i Quddús van tornar a Bushehr, on es van veure per última vegada. El viatge de Quddús a Siraz va portar la reclamació del Báb al governador, Husayn Khan, que va torturar Quddús i va convocar el Báb a Siraz el juny de 1845. L'imam-Jum'ih de Siraz va preguntar a Báb sobre les seves afirmacions. Va negar que fos el representant dels Qá'im o un intermediari dels fidels; el Báb va repetir el mateix més tard davant d'una congregació a la mesquita Vakil. Aquesta renúncia el va salvar de l'execució immediata. Abbas Amanat afirma que, "d'acord amb la seva pròpia política de prudència" durant les primeres etapes de la seva missió, el Báb va escriure una declaració, aparentment sota pressió, retractant-se de les seves afirmacions. Va renegar dels que defensaven aquestes creences sobre ell amb aquestes paraules: "Si certes paraules van fluir de la meva ploma, són purament instintives i totalment en contra de les normes acceptades i, per tant, no s'han de prendre com a proves de cap causa".
El Báb va ser posat sota arrest domiciliari a casa del seu oncle fins que va esclatar una epidèmia de còlera a la ciutat el setembre de 1846. Un cop alliberat, va marxar cap a Esfahan. Allà, molts van venir a veure'l a la casa de l'imam-Jum'ih, que els va rebre amb simpatia. Després d'una reunió informal on el Báb va debatre amb el clergat local i va mostrar la seva rapidesa a l'hora de produir versos instantanis, la seva popularitat es va disparar. Després de la mort del governador d'Esfahan, Manouchehr Khan Gorji, el seu partidari, la pressió del clergat de la província va fer que Mohammad Shah Qajar ordenés al Báb a Teheran el gener de 1847. Després de passar diversos mesos en un campament fora de Teheran, i abans que el Báb pogués trobar-se amb el Sha, el primer ministre va enviar el Báb a Tabriz, a l'extrem nord-oest del país, al seu confinament.

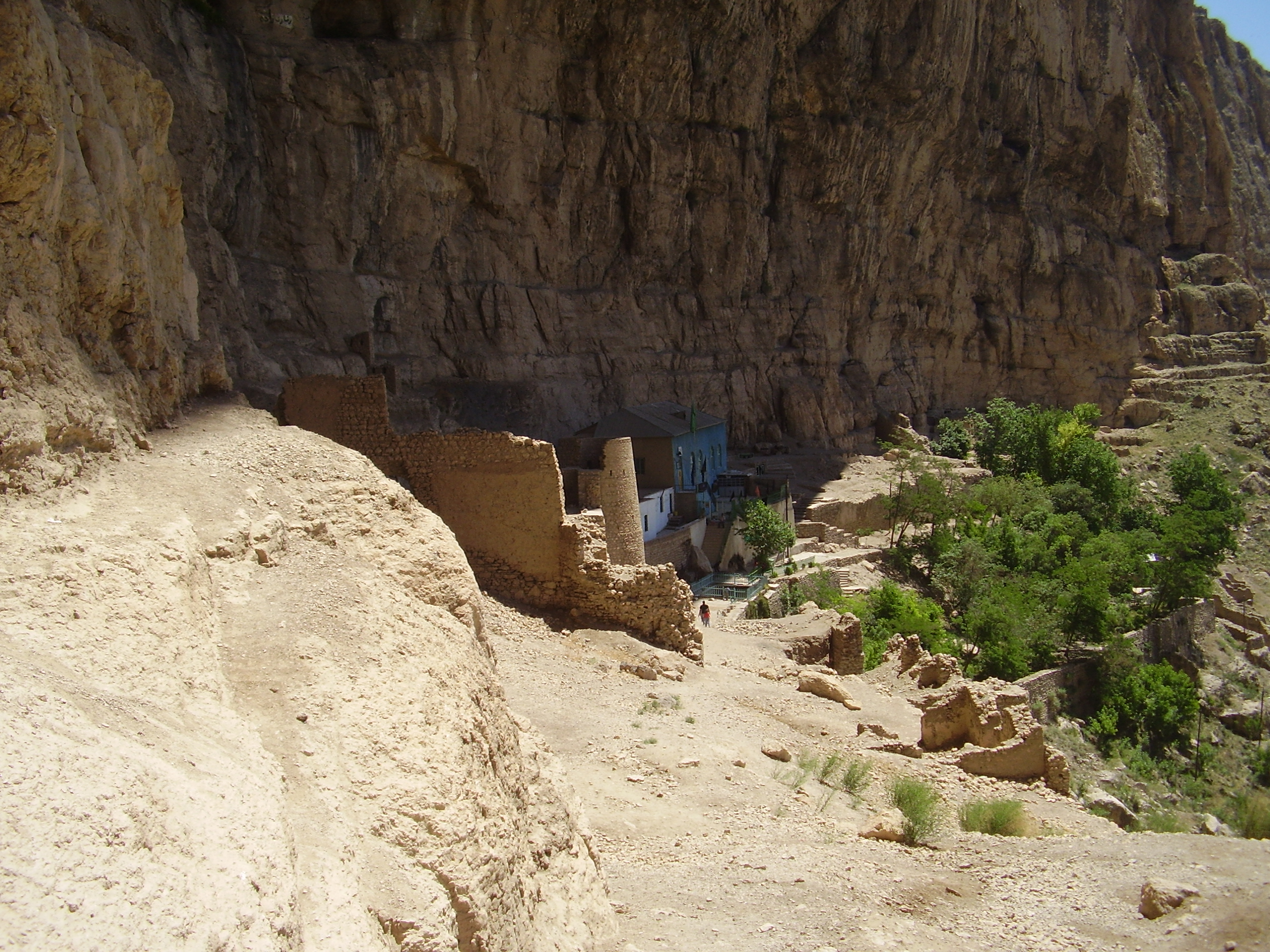
Fortalesa de Maku, Iran (2008)

Després de 40 dies a Tabriz, el Báb es va traslladar a la fortalesa de Maku, Iran, a la província d'Azerbaidjan, prop de la frontera turca. Durant el seu empresonament allà, el Báb va començar la seva obra més important, el Bayán persa, que va romandre inacabada. A causa de la creixent popularitat del Báb a Maku, fins i tot el governador de Maku convertint-se, el primer ministre el va traslladar a la fortalesa de Chihríq l'abril de 1848. També allà la popularitat del Báb va créixer i els seus carcellers van relaxar les restriccions sobre ell.

### Judici a Tabríz
El juny de 1848, el Báb va ser portat de Chihríq a Tabríz per ser jutjat per apostasia davant un cos de clergat islàmic. En el camí, va passar 10 dies a la ciutat d'Urmia, on es va fer l'únic retrat conegut d'ell, una còpia del qual va ser enviada posteriorment a Baháʼu'lláh i encara es conserva als Arxius Internacionals del Centre Mundial Baháʼí.
El judici, al qual va assistir el príncep hereu, va tenir lloc el juliol de 1848 i va implicar nombrosos clergues locals. Van qüestionar al Báb sobre la naturalesa de les seves afirmacions, els seus ensenyaments, i van exigir que fes miracles per demostrar la seva autoritat divina. El van advertir que es retractés de les seves afirmacions. Hi ha nou informes de testimonis oculars existents del judici, dels quals diversos poden provenir d'una font anterior. Sis dels informes són de relats musulmans i retraten desfavorablement el Báb. Hi ha 62 preguntes entre les nou fonts, però divuit apareixen en una font, quinze en dues, vuit en tres, cinc en quatre, tretze en cinc i tres en sis. Sense incloure "sí" i "no va contestar", només queden trenta-cinc respostes, de les quals deu es troben en una font, vuit de cada dos, sis de tres, tres de quatre, dos de cinc, cinc de sis. Només es troba una resposta a les nou fonts de testimonis presencials, on el Báb afirma que "Jo sóc la persona que has estat esperant des de fa mil anys".
El judici no va donar un resultat decisiu. Alguns clergues van demanar la pena capital, però el govern els va pressionar perquè emetessin un judici indulgent perquè el Báb era popular. El govern va demanar als experts mèdics que declaressin el Báb boig per evitar la seva execució. També és probable que el govern, com a mesura per salvar la cara i per apaivagar el clergat religiós, difongués rumors sobre que el Báb s'havia retractat.
El Shaykh al-Islām, un defensor de la campanya anti-bàbista, va emetre una condemna a mort si es trobava que el Báb tenia salut. Es va emetre una fàtua que establia l'apostasia del Báb i deia: "No s'accepta el penediment d'un apòstata incorregible, i l'única cosa que ha provocat l'ajornament de la teva execució és un dubte sobre el seu estat mental".
El metge del príncep hereu, William Cormick, va examinar el Báb i va complir la petició del govern de trobar motius per a la clemència. L'opinió del metge va salvar el Báb de l'execució durant un temps, però el clergat va insistir que s'enfrontés a càstigs corporals, de manera que el Báb va sofrir assots a la planta dels peus amb una vara: 20 fuetades.
L'informe oficial del govern sense signar i sense data afirma que a causa de la seva dura pallissa, el Báb es va retractar oralment i per escrit, es va disculpar i va declarar que deixava de parlar de la divinitat. El document de la seva suposada retractació va ser escrit poc després del seu judici a Tabriz. Alguns autors teoritzen que les afirmacions es van fer per avergonyir el Báb i soscavar la seva credibilitat davant el públic, i que el llenguatge d'aquest document és molt diferent de l'estil habitual del Báb, el que sembla suposar que va ser preparat per les autoritats.
L'orientalista Edward Granville Browne va rebre còpies dels documents del judici d' Hippolyte Dreyfus-Barney, el primer bahá'í francès. Un facsímil de la retractació es publica a Browne's Materials for the Study of the Babi Religion, on afirma que el document no té data, ni firma, ni destinatari, i és difícil de llegir. Però Amanat considera que el document és fabricat. Segons Amanat, el document no coincideix amb l'estil d'escriptura del Báb i va ser forjat pels funcionaris del govern de Tabriz per desacreditar-lo i complaure el Sha. Amanat creu que, en el millor escenari, el document podria haver estat preparat pels funcionaris del govern, però el Báb es va negar a signar-lo. Es va mantenir ferm malgrat la gran pressió per retractar-se i guanyar la seva llibertat. En conseqüència, va ser executat per un grup d'execució en públic a Tabriz per aixafar el moviment Babi i mostrar el poder restaurat del govern Qajar sota el nou ministre, Amir Kabir.
Després del judici, el Báb va rebre l'ordre de tornar a la fortalesa de Chehríq.

### Proclamació

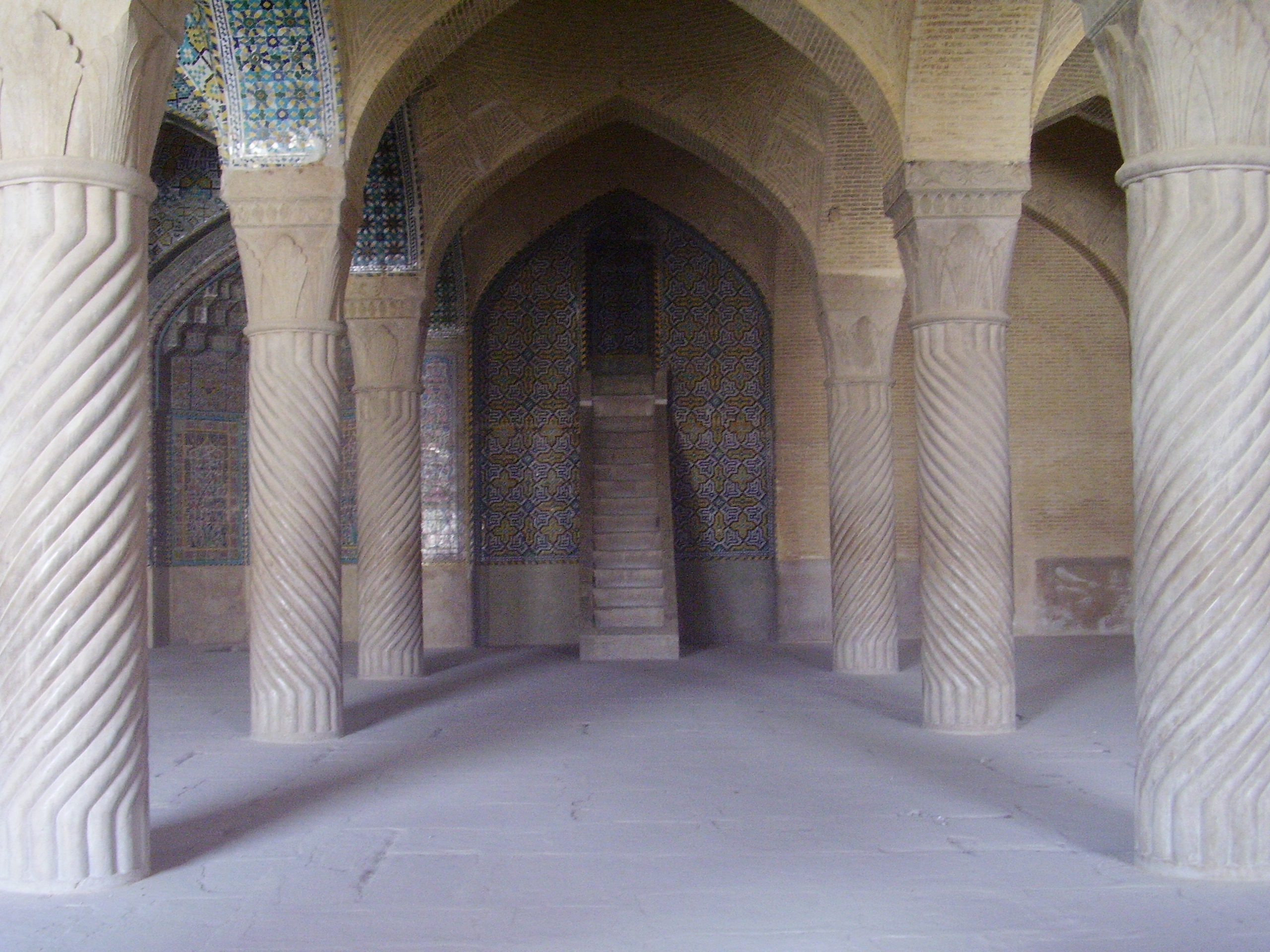
El Báb es va aixecar en aquest púlpit de la Masjid-i-Vakíl, dirigint-se a la població de Siraz el setembre de 1846.

En els seus primers escrits (1844-1847), el Báb sembla identificar-se com una porta (báb), una referència als quatre diputats de l'imam ocult, l'últim dels quals va entrar a l'ocultació l'any 941 d.C. En els seus escrits posteriors, el Báb va proclamar més explícitament la seva posició com la d'Imam Ocult i un nou missatger de Déu.
La naturalesa de les diferents afirmacions del Báb i la relació amb diversos grups és complicada. Els detractors argumenten que les afirmacions canviants representen les aspiracions canviants del Báb, mentre que els partidaris descriuen la qüestió com una revelació prudent i gradual d'una identitat coherent. Per exemple, el primer escrit del Báb va ser dissenyat amb el mateix estil que l'Alcorà, una cosa que hauria estat fàcilment reconeguda en aquell moment com una reivindicació de la revelació. Saiedi escriu:
| « | Els seus primers escrits abans del seu exili a Maku són ambigus sobre la seva reivindicació real per tal de preparar la gent per a la posterior presentació de la seva veritable situació. | » |

Segons Manuchehri, en reclamar una posició inferior pretenia anticipar-se a l'aparició de l'imam ocult, així com evitar la persecució i l'empresonament, perquè una proclamació pública de l'estatus de mahdí podria comportar una pena ràpida de mort. En els primers mesos de les seves declaracions públiques, l'adopció d'una política prudent havia aconseguit la màxima atenció amb la mínima controvèrsia.
El desenvolupament de les reivindicacions va provocar certa confusió, tant entre el públic com per als seus seguidors. Alguns dels primers creients el van veure com un missatger de Déu amb autoritat divina, i això va provocar desacords dins de la comunitat bábi. Tot i que el Báb tenia la intenció de transmetre el seu missatge amb discreció, molts dels seus seguidors, com ara Táhirih, van declarar obertament que era l'Imam ocult i Mahdi.

## Execució

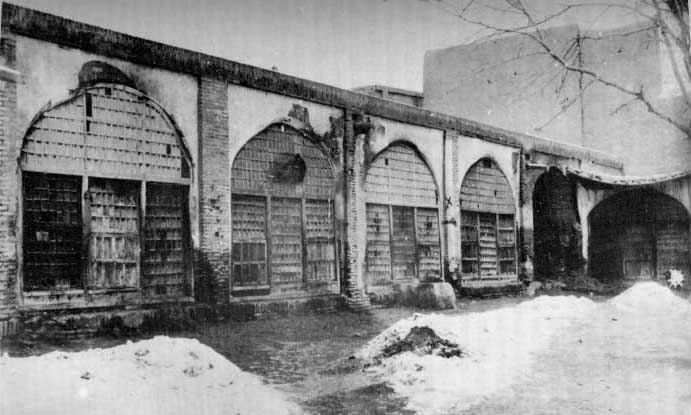
La plaça de la caserna de Tabriz, on va ser executat el Báb

A mitjans de 1850 un nou primer ministre, Amir Kabir, va ordenar l'execució del Báb, probablement per les derrotes de diverses insurreccions bábí i perquè la popularitat del moviment semblava estar minvant. El Báb va ser portat de tornada a Tabriz des de Chehriq per a una execució per un grup d'afusellament. La nit abans de la seva execució, mentre era conduït a la seva cel·la, un jove Bábí, Muhammad-Ali (Anis) de Zonuz, va demanar rebre martiri amb ell, després va ser arrestat de seguida i col·locat a la mateixa cel·la que el Báb.
El matí del 9 de juliol de 1850 (28 Sha'ban 1266 AH), el Báb va ser portat al pati de la caserna estava empresonat. Milers de persones es van reunir per veure la seva execució. El Báb i l'Anis estaven penjats en una paret i un gran esquadró de soldats es disposava a disparar. Molts informes de testimonis oculars, inclosos els de diplomàtics occidentals, expliquen el resultat. Es va donar l'ordre de disparar. Els relats difereixen en els detalls, però tots coincideixen que els primers trets no van poder matar el Báb; les bales, en canvi, havien tallat la corda que els penjava de la paret. En la tradició Bábí i Bahá'í, es creu que el fracàs de la primera volea per matar el Báb és un miracle. Les restes del Báb i de l'Anis van ser llençades a una rasa i menjades pels gossos, una acció condemnada per Justin Sheil, aleshores ministre britànic a Teheran.
Les restes van ser rescatades clandestinament per un grapat de bàbis i després les van amagar. Amb el pas del temps, les restes van ser transportades en secret segons les instruccions de Baháʼu'lláh i després ʿAbdu'l-Bahá per Esfahan, Kirmanshah, Bagdad, Damasc, Beirut, i per mar fins a Acre a la plana sota el mont Carmel el 1899. El 21 de març de 1909, les restes van ser enterrades en una tomba especial, el Santuari del Báb, erigit amb aquest propòsit per ʻAbdu'l-Bahá, al mont Carmel de l'actual Haifa, Israel. Als seus voltants, el Bahá'í World Center dona la benvinguda als visitants per visitar els jardins.

## Ensenyaments i llegat
Les idees del Báb tenien arrels en el xaikhisme i els seus escrits es van caracteritzar pel seu ampli ús del simbolisme i els càlculs numèrics.
Els ensenyaments del Báb es divideixen tradicionalment en tres grans etapes, cadascuna amb un enfocament temàtic dominant. Els seus primers ensenyaments es defineixen principalment per la seva interpretació de l'Alcorà i dels hadits, on els seus ensenyaments estan en alineació amb el "veritable islam". En lloc de revelar noves lleis religioses, la primera doctrina Babi "se centra en els significats interns i místics de la llei religiosa" i "convertir l'acció ritual en un viatge espiritual". Aquests temes continuen en anys posteriors, però es produeix un canvi i el seu èmfasi es trasllada a la dilucidació filosòfica, i finalment als pronunciaments legislatius.
En la segona etapa filosòfica, el Báb dona una explicació de la metafísica de l'ésser i la creació, i en la tercera etapa legislativa els seus principis místics i històrics s'uneixen a mesura que els escrits del Báb adquireixen una consciència històrica i estableixen clarament el principi de la revelació progressiva.
El Bab tracta moltes qüestions fonamentals de la religió en aquesta segona etapa, incloent-hi com reconèixer la veritat espiritual, la naturalesa de l'ésser humà, el significat de la fe, la naturalesa de les bones accions, les condicions que s'han de tenir abans d'iniciar el viatge espiritual i la qüestió de l'eternitat o l'origen del món. Fins i tot, en el seu Tractat de cant, explora la filosofia de la música.
El 1848, els ensenyaments del Báb van canviar amb una clara abrogació de la llei islàmica i la introducció del seu propi conjunt de doctrines. El sistema legal del Báb incloïa aspectes sobre el matrimoni, l'enterrament, el pelegrinatge, l'oració i altres pràctiques que semblaven dissenyades per a un futur estat bábí o per ser implementades per aquell a qui Déu manifestarà, un futur profeta que s'esmenta a tot l'escrit del Báb.
En molts aspectes, el Báb va elevar l'estatus de la dona en els seus ensenyaments. El Báb va demanar als seus seguidors que no maltractessin les dones «ni tan sols en un tancar i obrir d'ulls» i va establir la pena per causar dolor a les dones com el doble de la de causar dolor als homes. També va encoratjar a promoure l'educació de les dones i no va mostrar una distinció de gènere a les lleis bábi sobre educació. Armin Eschraghi assenyala que a causa del desconeixement sobre el context de l'Iran del segle XIX "els lectors occidentals moderns poden no apreciar el potencial revolucionari" de l'ensenyament del Báb on la Voluntat Primordial de Déu també es personifica com la figura femenina de la donzella del cel.
Jack McLean apunta que els escrits del Báb "preveuen problemes globals actuals de crisi, com ara la protecció del medi ambient i la mercantilització dels recursos naturals". El Báb demana específicament la puresa absoluta de l'aigua al Bayán i com que totes les substàncies tornen al nivell freàtic interior i als oceans, el que es podria veure fàcilment com una llei general per a la protecció del medi ambient. Al Bayán àrab també prohibeix la mercantilització dels quatre elements, terra, aire, foc i aigua.
Els ensenyaments teològics del Báb inclouen "trets gnòstics i neoplatònics comuns a les primeres sectes xiïtes com els ismaʿilis i els Ḥorūfīs" i "al cor del sistema hi ha la creença que l'essència divina o eterna és incognoscible, indescriptible i inaccessible" segons Denis MacEoin. Això esdevindria un principi clau de la Fe Bahá'í.
El Báb també va desenvolupar una filosofia estètica que emfatitzava la bellesa i el refinament (litafat) com a principis rectors, no només per a l'art sinó per a les accions. Saiedi escriu que, "El Bab deixa clar que vol que la seva comunitat sigui l'encarnació de la perfecció en totes les coses. A més, defineix l'embelliment i l'excel·lència en l'art com els mitjans per a l'espiritualització del món".

### Material de la fe Baháʼí
- Afnan, Elham. A Twofold Mission: Some Distinctive Characteristics of the Person and Teachings of the Báb, 2019.
- Effendi, Shoghi. God Passes By.  Wilmette, Illinois, US: Baháʼí Publishing Trust, 1944. ISBN 0-87743-020-9 [Consulta: 21 febrer 2007].
- Martin, Douglas. The Mission of the Báb: Retrospective, 1844-1944, 1995 [Consulta: 14 desembre 2022].
- Nabíl-i-Zarandí. The Dawn-Breakers: Nabíl's Narrative. Hardcover.  Wilmette, Illinois, US: Baháʼí Publishing Trust, 1932. ISBN 0-900125-22-5 [Consulta: 26 desembre 2020].
- Universal House of Justice. «Classification of the Bahá'í Sacred Texts», 2002. [Consulta: 14 desembre 2022].

### Enciclopèdies
- Adamson, Hugh C. «The A to Z of the Baháʼí Faith». A: .  Scarecrow Press, 2009. ISBN 978-0-8108-6853-3.
- Ahdieh, Hussein. «BABISM iii. Babism in Neyriz». A: Encyclopædia Iranica, 4 setembre 2015 [Consulta: 20 desembre 2022].
- Bausani, A. «Bāb». A: Encyclopedia of Islam.  Leiden, The Netherlands: Koninklijke Brill NV, 1999.
- «Azalī». A: Encyclopædia Britannica, 28 setembre 2011 [Consulta: 3 gener 2021].
- «the Bāb». A: Encyclopædia Britannica, 5 juliol 2022 [Consulta: 20 desembre 2022].
- «Bahāʾ Allāh». A: Encyclopædia Britannica, 8 novembre 2022 [Consulta: 20 desembre 2022].
- «al-Aḥsāʾī». A: Encyclopædia Britannica, 1 gener 2022 [Consulta: 20 desembre 2022].
- MacEoin, Denis. «AZALI BABISM». A: Encyclopædia Iranica, 15 desembre 1987 [Consulta: 3 gener 2021].
- MacEoin, Denis. «BĀB, ʿAli Moḥammad Širāzi». A: Encyclopædia Iranica, 15 desembre 1988 [Consulta: 14 desembre 2022].
- MacEoin, Denis. «BABISM». A: Encyclopædia Iranica, 15 desembre 1988a [Consulta: 20 desembre 2022].
- MacEoin, Denis. «BAHAISM xii. Bahai Literature». A: Encyclopædia Iranica, 15 desembre 1988b [Consulta: 14 desembre 2022].
- Momen, Moojan. «WOMEN iv. in the works of the Bab and in the Babi Movement». A: Encyclopædia Iranica, 11 febrer 2011 [Consulta: 31 març 2021].
- Smith, Peter. A Concise Encyclopedia of the Baháʼí Faith.  Oneworld Publications, 2000. ISBN 9781780744803 [Consulta: 26 desembre 2020].

### Altres
- Afnan, Mirza Habibu'llah. The Genesis of the Bâbí-Baháʼí Faiths in Shíráz and Fárs.  BRILL, 2008. ISBN 978-90-04-17054-4.
- Amanat, Abbas. Resurrection and Renewal: The Making of the Babi Movement in Iran, 1844-1850.  Ithaca, New York, US: Cornell University Press, 1989. ISBN 978-0-8014-2098-6.
- Astley-Cock, John «Baha'i Temple is dedicated at Centennial». Chicago Tribune [Chicago, Illinois], 23-05-1944, p. 15 [Consulta: 25 octubre 2017].
- Balyuzi, H.M.. The Báb: The Herald of the Day of Days.  Oxford, UK: George Ronald, 1973. ISBN 0-85398-048-9.
- Balyuzi, H.M.. Khadijih Bagum, the Wife of the Báb.  Oxford, UK: George Ronald, 1981. ISBN 0-85398-100-0.
- BBC. «The Báb».   BBC, 2009. [Consulta: 13 desembre 2022].
- Behmardi, Vahid; McCants, William «A Stylistic Analysis of the Báb's Writings». Online Journal of Baha'i Studies, 1, 2007, pàg. 114–136 [Consulta: 14 desembre 2022].
- de Bellaigue, Christopher. The Islamic Enlightenment: The Modern Struggle Between Faith and Reason.  Londres: Vintage, 2018. ISBN 978-0-099-57870-3.
- Browne, E.G.. Materials for the study of the Bábí Religion (en anglès).  Cambridge University Press, 1918. ISBN 978-1-107-41238-5 [Consulta: 23 desembre 2022].
- Buck, Christopher. «The eschatology of globalization: the multiple-messiahship of Baháʼulláh revisited». A: Studies in Modern Religions and Religious Movements and the Babi/Baha'i Faiths. CIV.  Brill Academic Publishers, agost 2004, p. 143–173. ISBN 90-04-13904-4. Arxivat 2019-09-06 a Wayback Machine.
- Eschraghi, Armin. «Undermining the Foundations of Orthodoxy: Some Notes on the Báb’s Sharia (Sacred Law)». A: A Most Noble Pattern: Collected Essays on the Writings of the Báb.  Oxford, UK: George Ronald, 2012, p. 232. ISBN 978-0-85398-556-3 [Consulta: 13 desembre 2022].
- Ghaemmaghami, Omid. «Ch. 2: The Life of the Bab». A: The World of the Bahá'í Faith.  Oxfordshire, UK: Routledge, 2022, p. 17–28. ISBN 978-1-138-36772-2.
- Hartz, Paula. World Religions: Baha'i Faith. 3rd.  New York, NY: Chelsea House Publishers, 2009. ISBN 978-1-60413-104-8.
- Lawson, Todd. «Joycean Modernism in a Nineteenth-Century Qurʼan Commentary?». A: Erin and Iran: Cultural Encounters between the Irish and the Iranians.  Boston: Foundation & Center for Hellenic Studies, 2015.
- MacEoin, Denis. The Sources for Early Bābī Doctrine and History.  Leiden: Brill Publishers, 1992. ISBN 90-04-09462-8.
- MacEoin, Denis «The Trial of the Bab: Shiʿite Orthodoxy Confronts its Mirror Image». Occasional Papers in Shaykhi, Babi and Baha'i Studies, 1, 5-1997 [Consulta: 2 juliol 2006].
- MacEoin, Denis. The Messiah of Shiraz: Studies in Early and Middle Babism. 3.  Leiden: Brill Publishers, 2009. ISBN 978-90-04-17035-3.
- Manuchehri, Sepehr «Taqiyyah (Dissimulation) in the Babi and Bahá'í Religions». Australian Bahá'í Studies, 2, 2000 [Consulta: 2 desembre 2022].
- Manuchehri, Sepehr. «Will and Testament: Translation and Commentary», 2004. [Consulta: 13 desembre 2022].
- McCants, William. «Arabic Grammar of the Bab, The», 2002. [Consulta: 14 desembre 2022].
- McLean, Jack. «Review of: Gate of the Heart: Understanding the Writings of the Báb», 2009. [Consulta: 31 març 2021].
- Selections from the Writings of E.G. Browne on the Bábí and Baháʼí Religions.  Oxford, UK: George Ronald, 1987. ISBN 0-85398-247-3 [Consulta: 23 desembre 2022]. Arxivat 2022-12-20 a Wayback Machine.
- Momen, Moojan «The Cyprus Exiles». Bahá'í Studies Bulletin, 1991.
- Momen, Moojan «Messianic Concealment and Theophanic Disclosure». Online Journal of Baháʼí Studies, 1, 2007, pàg. 71–88. ISSN: 1177-8547.
- Momen, Moojan; Lawson, Todd. «The Bab». A: World Religions: Belief, Culture, and Controversy.  Santa Barbara, CA: ABC-Clio, 2011-11-02.
- Saiedi, Nader. Gate of the Heart: Understanding the Writings of the Báb.  Waterloo, Canada: Wilfrid Laurier University Press, 2008. ISBN 978-1-55458-056-9. OCLC 236160694.
- Saiedi, Nader. «Ch. 3: The Writings and Teachings of the Bab». A: The World of the Bahá'í Faith.  Oxfordshire, UK: Routledge, 2022, p. 29–39. ISBN 978-1-138-36772-2.
- Smith, Peter. «Ch. 41: The History of the Bábí and Bahá’í Faiths». A: The World of the Bahá'í Faith.  Oxfordshire, UK: Routledge, 2022, p. 501–512. DOI 10.4324/9780429027772-48. ISBN 978-1-138-36772-2.
- Stockman, Robert «Review of: Gate of the Heart: Understanding the Writings of the Báb». Nova Religio, 14, 1, 8-2010, pàg. 124–127. DOI: 10.1525/nr.2010.14.1.124. ISSN: 1092-6690. OCLC: 4635424978 [Consulta: 31 març 2021].
- Warburg, Margit. Citizens of the world: a history and sociology of the Bahaʹis from a globalisation perspective.  Leiden: Brill, 2006. ISBN 978-90-474-0746-1. OCLC 234309958.